# Paraguai a la Copa del Món de futbol
Aquest és el registre dels resultats de Paraguai a la Copa del Món. Paraguai no ha estat mai campiona del món, i la seva millor actuació va ser l'any 2010, quan va jugar els quarts de final.

## Resum d'actuacions
Campions      Finalistes      Tercers      Quarts
| Historial a la Copa del Món | Historial a la Copa del Món | Historial a la Copa del Món | Historial a la Copa del Món | Historial a la Copa del Món | Historial a la Copa del Món | Historial a la Copa del Món | Historial a la Copa del Món | Historial a la Copa del Món |
| Edició                      | Ronda                       | Posició                     | PJ                          | PG                          | PE                          | PP                          | GF                          | GC                          |
| --------------------------- | --------------------------- | --------------------------- | --------------------------- | --------------------------- | --------------------------- | --------------------------- | --------------------------- | --------------------------- |
| 1930                        | Primera fase                | 9s                          | 2                           | 1                           | 0                           | 1                           | 3                           | 5                           |
| 1934                        | No hi participà             | No hi participà             | No hi participà             | No hi participà             | No hi participà             | No hi participà             | No hi participà             | No hi participà             |
| 1938                        | No hi participà             | No hi participà             | No hi participà             | No hi participà             | No hi participà             | No hi participà             | No hi participà             | No hi participà             |
| 1950                        | Primera fase                | 11s                         | 2                           | 0                           | 1                           | 1                           | 2                           | 4                           |
| 1954                        | No es classificà            | No es classificà            | No es classificà            | No es classificà            | No es classificà            | No es classificà            | No es classificà            | No es classificà            |
| 1958                        | Primera fase                | 12s                         | 3                           | 1                           | 1                           | 1                           | 9                           | 12                          |
| 1962                        | No es classificà            | No es classificà            | No es classificà            | No es classificà            | No es classificà            | No es classificà            | No es classificà            | No es classificà            |
| 1966                        | No es classificà            | No es classificà            | No es classificà            | No es classificà            | No es classificà            | No es classificà            | No es classificà            | No es classificà            |
| 1970                        | No es classificà            | No es classificà            | No es classificà            | No es classificà            | No es classificà            | No es classificà            | No es classificà            | No es classificà            |
| 1974                        | No es classificà            | No es classificà            | No es classificà            | No es classificà            | No es classificà            | No es classificà            | No es classificà            | No es classificà            |
| 1978                        | No es classificà            | No es classificà            | No es classificà            | No es classificà            | No es classificà            | No es classificà            | No es classificà            | No es classificà            |
| 1982                        | No es classificà            | No es classificà            | No es classificà            | No es classificà            | No es classificà            | No es classificà            | No es classificà            | No es classificà            |
| 1986                        | Vuitens de final            | 13s                         | 4                           | 1                           | 2                           | 1                           | 4                           | 6                           |
| 1990                        | No es classificà            | No es classificà            | No es classificà            | No es classificà            | No es classificà            | No es classificà            | No es classificà            | No es classificà            |
| 1994                        | No es classificà            | No es classificà            | No es classificà            | No es classificà            | No es classificà            | No es classificà            | No es classificà            | No es classificà            |
| 1998                        | Vuitens de final            | 14s                         | 4                           | 1                           | 2                           | 1                           | 3                           | 2                           |
| 2002                        | Vuitens de final            | 16s                         | 4                           | 1                           | 1                           | 2                           | 6                           | 7                           |
| 2006                        | Primera fase                | 18s                         | 3                           | 1                           | 0                           | 2                           | 2                           | 2                           |
| 2010                        | Quarts de final             | 8s                          | 5                           | 1                           | 3                           | 1                           | 3                           | 2                           |
| 2014                        | No es classificà            | No es classificà            | No es classificà            | No es classificà            | No es classificà            | No es classificà            | No es classificà            | No es classificà            |
| 2018                        | No es classificà            | No es classificà            | No es classificà            | No es classificà            | No es classificà            | No es classificà            | No es classificà            | No es classificà            |
| 2022                        | No es classificà            | No es classificà            | No es classificà            | No es classificà            | No es classificà            | No es classificà            | No es classificà            | No es classificà            |
| 2026                        | Pendent                     | Pendent                     | Pendent                     | Pendent                     | Pendent                     | Pendent                     | Pendent                     | Pendent                     |
| 2030                        | Pendent                     | Pendent                     | Pendent                     | Pendent                     | Pendent                     | Pendent                     | Pendent                     | Pendent                     |
| 2034                        | Pendent                     | Pendent                     | Pendent                     | Pendent                     | Pendent                     | Pendent                     | Pendent                     | Pendent                     |
| Total                       | Quarts de final             | Quarts de final             | 27                          | 7                           | 10                          | 10                          | 30                          | 38                          |

## Uruguai 1930

### Primera fase: Grup 2
| Pos | Equip        | PJ | PG | PE | PP | GF | GC | DG | Pts | Classificació       |
| --- | ------------ | -- | -- | -- | -- | -- | -- | -- | --- | ------------------- |
| 1   | Estats Units | 2  | 2  | 0  | 0  | 6  | 0  | +6 | 4   | Avança a semifinals |
| 2   | Paraguai     | 2  | 1  | 0  | 1  | 1  | 3  | −2 | 2   |                     |
| 3   | Bèlgica      | 2  | 0  | 0  | 2  | 0  | 4  | −4 | 0   |                     |

| Estats Units            | 3–0     | Paraguai |
| ----------------------- | ------- | -------- |
| Patenaude 10', 15', 50' | Informe |          |

| Paraguai        | 1–0     | Bèlgica |
| --------------- | ------- | ------- |
| Vargas Peña 40' | Informe |         |

## Brasil 1950

### Primera fase: Grup 3
| Pos | Equip    | PJ | PG | PE | PP | GF | GC | DG | Pts | Classificació            |
| --- | -------- | -- | -- | -- | -- | -- | -- | -- | --- | ------------------------ |
| 1   | Suècia   | 2  | 1  | 1  | 0  | 5  | 4  | +1 | 3   | Avança a la segona fase  |
| 2   | Itàlia   | 2  | 1  | 0  | 1  | 4  | 3  | +1 | 2   |                          |
| 3   | Paraguai | 2  | 0  | 1  | 1  | 2  | 4  | −2 | 1   |                          |
| 4   | Índia    | 0  | 0  | 0  | 0  | 0  | 0  | 0  | 0   | Renuncià a participar-hi |

| Suècia                     | 2–2     | Paraguai                     |
| -------------------------- | ------- | ---------------------------- |
| Sundqvist 17' · Palmér 26' | Informe | López 35' · López Fretes 74' |

| Itàlia                           | 2–0     | Paraguai |
| -------------------------------- | ------- | -------- |
| Carapellese 12' · Pandolfini 62' | Informe |          |

## Suècia 1958

### Primera fase: Grup 2
| Pos | Equip      | PJ | PG | PE | PP | GF | GC | GR    | Pts | Classificació           |
| --- | ---------- | -- | -- | -- | -- | -- | -- | ----- | --- | ----------------------- |
| 1   | França     | 3  | 2  | 0  | 1  | 11 | 7  | 1,571 | 4   | Avança a la segona fase |
| 2   | Iugoslàvia | 3  | 1  | 2  | 0  | 7  | 6  | 1,167 | 4   | Avança a la segona fase |
| 3   | Paraguai   | 3  | 1  | 1  | 1  | 9  | 12 | 0,750 | 3   |                         |
| 4   | Escòcia    | 3  | 0  | 1  | 2  | 4  | 6  | 0,667 | 1   |                         |

| França                                                                         | 7–3     | Paraguai                            |
| ------------------------------------------------------------------------------ | ------- | ----------------------------------- |
| Fontaine 24', 30', 67' · Piantoni 52' · Wisnieski 61' · Kopa 70' · Vincent 83' | Informe | Amarilla 20', 44' (p.) · Romero 50' |

| Paraguai                        | 3–2     | Escòcia                 |
| ------------------------------- | ------- | ----------------------- |
| Agüero 4' · Ré 45' · Parodi 73' | Informe | Mudie 24' · Collins 74' |

| Paraguai                             | 3–3     | Iugoslàvia                                    |
| ------------------------------------ | ------- | --------------------------------------------- |
| Parodi 20' · Agüero 52' · Romero 80' | Informe | Ognjanović 18' · Veselinović 21' · Rajkov 73' |

## Mèxic 1986

### Primera fase: Grup B
| Pos | Equip     | PJ | PG | PE | PP | GF | GC | DG | Pts | Classificació                      |
| --- | --------- | -- | -- | -- | -- | -- | -- | -- | --- | ---------------------------------- |
| 1   | Mèxic (H) | 3  | 2  | 1  | 0  | 4  | 2  | +2 | 5   | Avança a la fase final             |
| 2   | Paraguai  | 3  | 1  | 2  | 0  | 4  | 3  | +1 | 4   | Avança a la fase final             |
| 3   | Bèlgica   | 3  | 1  | 1  | 1  | 5  | 5  | 0  | 3   | Opta a una plaça per la fase final |
| 4   | Iraq      | 3  | 0  | 0  | 3  | 1  | 4  | −3 | 0   |                                    |

| Paraguai   | 1–0     | Iraq |
| ---------- | ------- | ---- |
| Romero 35' | Informe |      |

| Mèxic     | 1–1     | Paraguai   |
| --------- | ------- | ---------- |
| Flores 3' | Informe | Romero 85' |

| Paraguai         | 2–2     | Bèlgica                    |
| ---------------- | ------- | -------------------------- |
| Cabañas 50', 76' | Informe | Vercauteren 30' · Veyt 59' |

### Segona fase

#### Vuitens de final
| Anglaterra                       | 3–0     | Paraguai |
| -------------------------------- | ------- | -------- |
| Lineker 31', 73' · Beardsley 56' | Informe |          |